# 산재보험기금
산재보험기금은 근로자의 업무상 재해를 신속하고 공정하게 보상하고, 산업재해보상보험법에 규정된 보험사업에 필요한 재원을 확보하기 위해 설립된 기금이다.

## 역사
2002년에 산업재해예방기금과 통합되어 '산업재해보상보험 및 예방기금'으로 운영되고 있다.
보험급여의 지급 및 반환, 재활 및 복지 증진 그리고 재해 예방 등의 활동을 한다. 기금은 금융기관 예탁이나 유가증권 매입 등을 통해 관리되며, 최근 사모펀드(PEF)와 벤처캐피탈(VC) 출자사업을 계획하고 있다. 중대산업재해 다발 사업장에 627억원을 간접투자하고 있어 논란이 되기도 하였다.

## 참고문헌
1. ↑  산재보험기금 소개 - 고용노동부
2. ↑  산재보험기금 627억원 중대재해 다발 사업장에 간접투자 - 안전신문